# Le Mont (trampolino)
Le Mont (nome ufficiale in francese: Le Tremplin Olympique du Mont, "il trampolino olimpico du Mont") è un trampolino situato a Les Bossons, presso Chamonix, in Francia. Attualmente non è in uso.

## Storia
Inaugurato nel 1905, l'impianto ha ospitato le gare di salto con gli sci e di combinata nordica dei I Giochi olimpici invernali e dei Campionati mondiali di sci nordico 1937, oltre che numerose prove della Coppa del Mondo di salto con gli sci e della Coppa del Mondo di combinata nordica.

## Caratteristiche
All'epoca dei Giochi olimpici il punto K era individuato a 71,5 m, ma in seguito il trampolino è stato ristrutturato. Attualmente ha un punto K 95, per cui è un trampolino normale (HS 102); il primato di distanza, 106,5 m, è stato stabilito dal giapponese Kazuyoshi Funaki nella gara di Coppa del Mondo del 5 dicembre 1998.